# The Winding Sheet
The Winding Sheet è il primo album solista di Mark Lanegan, pubblicato nel 1990 dalla Sub Pop.
Su suggerimento di Mark Pickerel, Lanegan iniziò a esplorare la tradizione folk-blues, scrivendo appunto le canzoni per questo album, celebre per la cover di Where Did You Sleep Last Night di Leadbelly, che sarebbe stata ripresa da Kurt Cobain nell'unplugged dei Nirvana.
All'album hanno partecipato Kurt Cobain, Krist Novoselic e Mark Pickerel.

## Tracce
1. Mockingbirds (Lanegan/Johnson) – 2:29
2. Museum (Lanegan/Johnson) – 2:50
3. Undertow (Lanegan/Johnson) – 2:52
4. Ugly Sunday (Lanegan/Johnson) – 3:56
5. Down In The Dark (Lanegan/Johnson) – 3:21
6. Wild Flowers (Lanegan) – 2:59
7. Eyes Of A Child (Lanegan/Johnson) – 4:00
8. The Winding Sheet (Lanegan/Johnson) – 5:30
9. Woe (Lanegan) – 2:04
10. Ten Feet Tall (Lanegan/Johnson) – 2:49
11. Where Did You Sleep Last Night (Leadbelly) – 3:59
12. Juarez (Lanegan/Fisk/Louvin/Louvin) – 1:21
13. I Love You Little Girl (Lanegan) – 2:02

## Musicisti

### Artista
- Mark Lanegan - voce, chitarra acustica (tracce 6, 9, 13)

### Altri musicisti
- Jack Endino - basso (tracce 1, 3-5, 10), seconda chitarra elettrica (traccia 5)
- Steve Fisk - organo (tracce 8, 12), pianoforte (tracce 1, 4)
- Mike Johnson - chitarra acustica (tracce 1-4, 7-8, 10), chitarra elettrica (tracce 1, 3-5, 8, 10)
- Kurt Cobain - cori (tracce 5, 11), chitarra elettrica (traccia 11)
- Krist Novoselic - basso (traccia 11)
- Mark Pickerel - batteria (tracce 1, 3-5, 11)
- Justin Williams - violino (tracce 3, 7)